# Брук-Гайленд (Алабама)
Брук-Гайленд (англ. Brook Highland) — переписна місцевість (CDP) в США, в окрузі Шелбі штату Алабама. Населення — 7406 осіб (2020).

## Географія
Брук-Гайленд розташований за координатами 33°26′32″ пн. ш. 86°41′12″ зх. д. / 33.44222° пн. ш. 86.68667° зх. д. (33.442230, -86.686598).  За даними Бюро перепису населення США в 2010 році переписна місцевість мала площу 7,47 км², з яких 7,33 км² — суходіл та 0,14 км² — водойми.

## Демографія
Згідно з переписом 2010 року, у переписній місцевості мешкало 6746 осіб у 3242 домогосподарствах у складі 1588 родин. Густота населення становила 903 особи/км².  Було 3550 помешкань (475/км²).
Расовий склад населення:
| - 73,6 % — білих - 16,2 % — чорних або афроамериканців - 4,4 % — азіатів - 0,2 % — корінних американців - 3,5 % — осіб інших рас |

До двох чи більше рас належало 2,1 %. Частка іспаномовних становила 7,8 % від усіх жителів.
За віковим діапазоном населення розподілялося таким чином: 20,3 % — особи молодші 18 років, 74,3 % — особи у віці 18—64 років, 5,4 % — особи у віці 65 років та старші. Медіана віку мешканця становила 31,3 року. На 100 осіб жіночої статі у переписній місцевості припадало 98,2 чоловіків;  на 100 жінок у віці від 18 років та старших — 96,4 чоловіків також старших 18 років.
Середній дохід на одне домашнє господарство  становив 79 092 долари США (медіана — 60 212), а середній дохід на одну сім'ю — 110 960 доларів (медіана — 87 216). Медіана доходів становила 65 217 доларів для чоловіків та 36 250 доларів для жінок. За межею бідності перебувало 11,5 % осіб, у тому числі 10,5 % дітей у віці до 18 років та 5,3 % осіб у віці 65 років та старших.
Цивільне працевлаштоване населення становило 4211 осіб. Основні галузі зайнятості: освіта, охорона здоров'я та соціальна допомога — 26,8 %, фінанси, страхування та нерухомість — 12,8 %, роздрібна торгівля — 10,9 %, науковці, спеціалісти, менеджери — 10,0 %.